# پل استورزایساندت
پل استورزایساندت (به نروژی: Storseisundbrua) طولانی‌ترین پل در میان ۸ پل جاده اقیانوس اطلس است.
این پل بین مرز شهرستان اید و اویروی واقع شده‌است. این پل در سال ۲۰۱۱ میلادی در روزنامه دیلی میل به عنوان «پلی به نروژ» توصیف شد.
پل استورزایساندت یک پل طره‌ای با طول ۲۶۰ متر و بیشینه ارتفاع ۲۳ متر از سطح دریا است. این پل در ۷ ژوئیه ۱۹۸۹ بازگشایی شد و تا سال ۱۹۹۹ عبور از این پل مشمول عوارض بود.
در طول ساخت این پل، کارکنان به دلیل شرایط سخت طبیعی با دشواری‌هایی رو به رو بودند و حتی چندین بار ساخت این پل به دلیل گردباد متوقف شد.